# グラン・トリノ
『グラン・トリノ』（Gran Torino）は、2008年のアメリカ映画。監督、プロデューサーおよび主演はクリント・イーストウッド。ミシガン州が舞台。2008年12月12日に北米で限定公開、2009年1月9日に拡大公開され、日本では2009年4月25日に公開された。

## 概要
タイトルとなったグラン・トリノとはフォードの車種、フォード・トリノのうち、 1972年から1976年に生産されたものを指す。
イーストウッドは本作を俳優業最後の仕事と位置づけ、公開時のインタビューにおいて、今後は監督業に専念して俳優業から引退すると明かし、「監督だけをやっていこうと、ここ何年も思ってきた。でもこの“グラン・トリノ”の頑固な元軍人役にはひかれたんだ」と語った。
評価も高く、興行もよかったが、アカデミー賞は同じワーナー・ブラザースの『ベンジャミン・バトン 数奇な人生』を推して作品賞にノミネートされた。

## あらすじ
フォードの自動車組立工を50年勤めあげたポーランド系米国人コワルスキーは、妻を亡くし（妻を思い出して「俺は嫌われ者だが、女房は世界で最高だった」という）、愛車グラン・トリノを誇りに、日本車が台頭して住民も今や東洋人の町となったデトロイトで隠居暮らしを続けていた。頑固さゆえに息子たちにも嫌われ、限られた友人と悪態をつき合う日々であり、亡き妻の頼った神父をも近づけようとしない。常に国旗を掲げた自宅のポーチでビールを缶のまま飲んで、飲み終えると片手で握り潰す。コワルスキーを意固地にしたのは朝鮮戦争での己の罪の記憶であった。
彼の家に、ギャングにそそのかされた隣家のモン族の少年タオが愛車を狙って忍び込むが、コワルスキーの構えた銃の前に逃げ去る。なりゆきで、タオや姉スーをギャング達から救い、スーにホームパーティーへと招かれ、歓待してくれた彼ら家族の温かさを感じる。その後、タオに仕事を世話して一人前の男にさせることを頼まれる。仕事によって成長していくタオの姿を見て考え方が変わっていくコワルスキー。乗り気ではなかったが体調が良くなく病院に行き病が体を蝕んでいることを知る。一方、モン族のギャングが、タオにさらなる嫌がらせを加えた。顛末を聞いて激昂したコワルスキーはギャングに報復するが、その報復としてギャングはタオの家に銃弾を乱射し、スーを陵辱する。
復讐の念に燃えるタオを家に閉じ込め、この状況に決着をつけるべくコワルスキーはある作戦を胸に、ひとりでギャング達の住みかに向かう。コワルスキーはタバコをくわえて、銃を取り出すかのように上着のポケットに手を入れる。恐怖に駆られたギャングはコワルスキーを射殺するがポケットにあったのは第一騎兵師団のジッポーであった。タオが急いで現場に向かうと、シートをかぶせられたコワルスキーの死体があった。現場の警官に聞くとコワルスキーは武器は何も持たずに、一人、ギャングの家に向かっていったこと、そして、目撃証言がある事と、コワルスキーが丸腰だったことから、ギャング達には長期刑が見込まれることが分かる。
弁護士が朗読するコワルスキーの遺書には、タオの未来の為に、愛車グラン・トリノをタオに譲る、と記されていた。
コワルスキーの思い出と共に、湖岸の車線を走り去るタオ。彼の心には友人コワルスキーが住み続ける…。

## キャスト
※括弧内は日本語吹替
ウォルト・コワルスキー
演 - クリント・イーストウッド（滝田裕介）
老人。頑固で偏屈。朝鮮戦争の帰還兵でもある。
タオ・ロー
演 - ビー・ヴァン（細谷佳正）
少年。コワルスキーの隣人。
スー・ロー
演 - アーニー・ハー（小笠原亜里沙）
タオの姉。
ヤノビッチ神父
演 - クリストファー・カーリー（川島得愛）
コワルスキーの教区担当の神父。
スパイダー（フォン）
演 - ドゥア・モーア（土田大）
タオとスーのいとこで、モン族のストリートギャングのリーダー。
スモーキー
演 - ソニー・ヴー（伊藤健太郎）
スパイダーの右腕のストリートギャング。
ミッチ・コワルスキー
演 - ブライアン・ヘイリー（山野井仁）
コワルスキーの長男。
スティーブ・コワルスキー
演 - ブライアン・ホウ（今村直樹）
コワルスキーの次男。
カレン・コワルスキー
演 - ジェラルディン・ヒューズ（紗ゆり）
ミッチの妻。
アシュリー・コワルスキー
演 - ドリーマ・ウォーカー（渡辺明乃）
ミッチの娘。生臭で神妙な場で携帯をいじるなど不謹慎。
マーティン
演 - ジョン・キャロル・リンチ（五王四郎）
イタリア系の床屋。コワルスキーの友人。
トレイ
演 - スコット・リーヴス
白人の少年。スーと一緒にいるところを不良たちに絡まれる。
デューク
演 - コリー・ハードリクト（咲野俊介）
黒人不良グループの少年。学校から帰宅するスーとトレイに絡む。

## 評価
レビュー・アグリゲーターのRotten Tomatoesでは236件のレビューで支持率は81%、平均点は7.10/10となった。Metacriticでは34件のレビューを基に加重平均値が72/100となった。